# مغالطة الرجل المقنع
في المنطق الفلسفي، مغالطة الرجل المقنع (تعرف أيضًا بالمغالطة المُتعمَدة والمغالطة المعرفية) تُرتكب عندما يستعمل الشخص قانون ليبنيز في نقاٍش ما بشكل غير مشروع، قانون ليبنيز يقول أن، إذا كان لشيء ما خاصّية معينة، بينما شيء اخر ليس لديه نفس تلك الخاصّية، فالشيئين بالتالي لا يمكن ان يكونا متطابقين. المغالطة هذه هي «معرفية» لأنها تفترض هوية آنية بين معرفة الموضوع لشيء معين والشيء نفسه.

## الأمثلة
اسم المغالطة يأتي من المثال:
- الفرضية 1: أنا اعرف من هو بوب.
- الفرضية 2: أنا لا أعرف من هو الرجل المقنع.
- الاستنتاج: لهذا، بوب ليس هو الرجل المقنع.

-الفرضيات بالإمكان أن تكون صحيحة والإستنتاج خاطئ إذا كان بوب هو الرجل المقنع والمتكلم لا يعلم هذا. لهذا، فالنقاش هو نقاش مغلوط.
مثال اخر:
- الفرضية 1: لويز لين تصدق بأن سوبرمان يستطيع الطيران.
- الفرضية 2: لويز لين لا تصدق أن كلارك كينت يستطيع الطيران.
- الإستنتاج: لهذا، سوبرمان وكلارك كينت ليسا نفس الشخص.

في صيغة رمزية: النقاشات أعلاه هي
- الفرضية 1: أنا أعلم من هو (س).
- الفرضية 2: أنا لا أعلم من هو (ص).
- الإستنتاج: لهذا، (س) ليس هو (ص).

النقاش التالي المشابه صحيح:
- (س) هو (ز)
- (ص) هو ليس (ز)
- لهذا، (س) هو ليس (ص)

هذا صحيح بسبب كون شيء على حالة ما مختلفًا عن المعرفة أو التصديق بشيء بذلك. الإستدلالات الصحيحة وغير الصحيحة يُمكن مقارنتها عند النظر إلى الإستدلال الرسمي غير الصحيح.
- (س) هو (ز)
- (ص) هو (ز)، أو (ص) هو ليس (ز)
- لهذا، (س) هو ليس (ص).